# Rybák novozélandský
Rybák novozélandský (Chlidonias albostriatus) je menší druh rybáka z rodu Chlidonias, který hnízdí pouze na Novém Zélandu. Výskyt druhu je spojován se sladkovodními plochami jako jsou řeky a jezera. Jedná se o ohrožený druh s celkovou populací kolem 1000–5000 jedinců. 

## Systematika
Druh zaznamenal již J. R. Forster v květnu 1773 v Queen Charlotte Sound během druhé Cookovy plavby. Forster druh stručně popsal a pojmenoval jej jako Sterna antarctica. Toto vědecké jméno nicméně využil již o rok dříve René Lesson při popisu rybáka jižního. O formální popis druhu se postaral až anglický přírodovědec George Robert Gray v roce 1845. Gray druh pojmenoval jako Hydrochelidon albostriata. Druhové jméno je odvozeno z latinského albus, čili bílý, a striatus neboli pruhovaný.

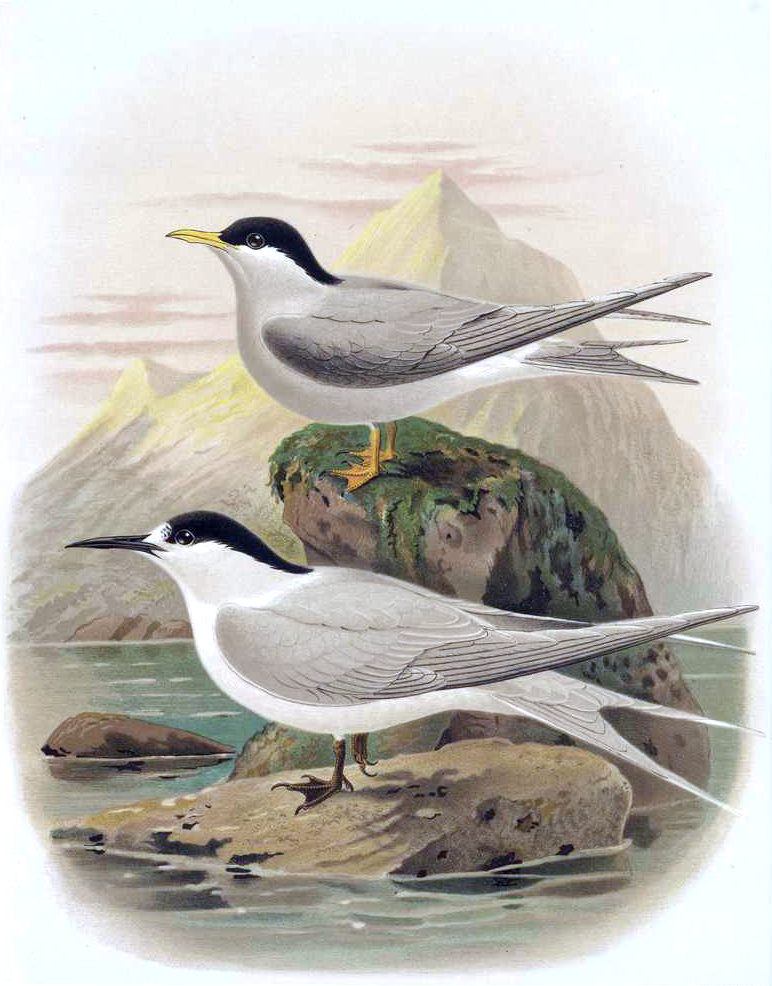
Rybák novozélandský (nahoře) s rybákem běločelým (ilustrace z roku 1888, J. G. Keulemans)

Taxonomické zařazení druhu v rámci rybáků bylo po dlouhou dobu pro vědce otázkou. Americký ornitolog Martin Moynihan ve své revizi rybáků z roku 1959 druh dokonce označil za „nejvíce matoucí případ“ rybáka. Druh byl někdy řazen do rodu Chlidonias, nicméně na rozdíl od rybáků z rodu Chlidonias rybák novozélandský nehnízdí v močálech. Moynihan se proto přiklonil k názoru, že druh patří spíše do rodu Sterna. Taxonomické zařazení druhu rozlouskla až studie molekulární DNA z roku 2015, která zařadila rybáka novozélandského do rodu Chlidonias.
Maorské jméno druhu zní tarapirohe.

## Rozšíření
Hnízdí pouze ve vnitrozemí Jižního ostrova Nového Zélandu východně od Jižních Alp od severní oblasti Marlborough až na jih k Southlandu. Nejčastěji zahnizďuje na širokých štěrkových korytech divokých říčních toků. Po vyhnízdění se ptáci rozptylují v ústích řek a podél pobřeží až na jih Severního ostrova, ojediněle až po Northland nebo naopak na jih až po Stewartův ostrov.
K roku 2021 se celkový počet rybáků novozélandských odhadoval pouze na 1000–5000 jedinců.

## Popis

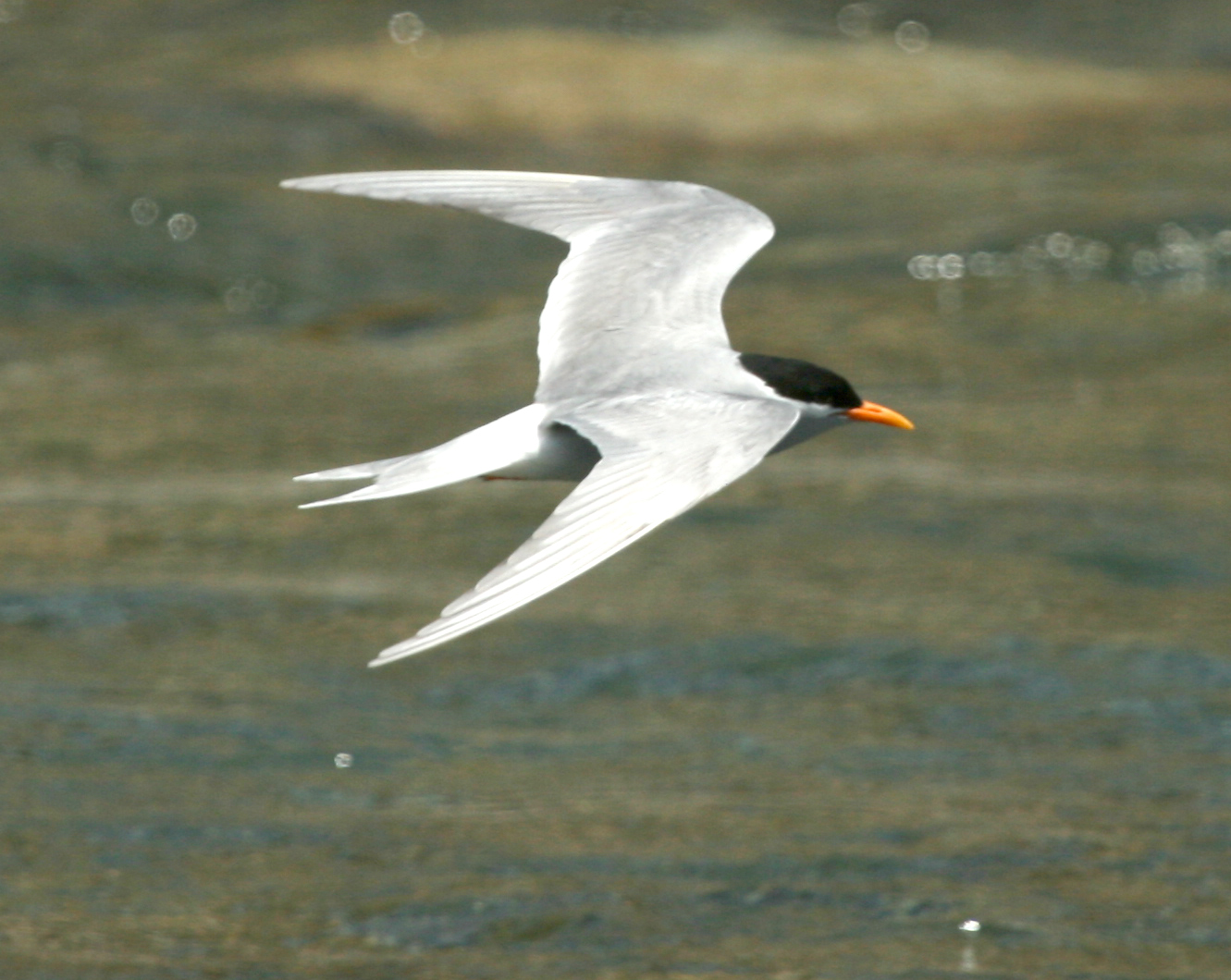
Rybák novozélandský v letu

Tento malý rybák dosahuje délky těla 28–30 cm, rozpětí křídel 65–72 cm a váhy kolem 95 g. Podobá se blízce příbuznému rybáku bahennímu: černá čepička je od šedé spodiny těla oddělena bílým proužkem na lících; hřbet, svrchní strana křídel a střed ocasu jsou šedé, ostře kontrastující s bílým kostřecem a úzkým lemem ocasu. Okraje a špičky ručních letek jsou tmavěji šedé. Nohy a zobák jsou jasně oranžovočervené. Zatímco svatební šat se vyznačuje černobílými vzory, šat prostý je spíše šedobílý.

## Biologie
Živí se především vodními bezobratlými živočichy a malými rybkami, které loví v řekách. Typicky loví tak, že za letu jen namočí zobák do vody a naberou kořist, takže se dostanou jen ke kořisti, která je bezprostředně pod hladinou. Méně často se i potápí do nízkých hloubek, a to hlavně pro větší kořist jako jsou rybky. Mohou se krmit i na polích a na břehu, kde sbírají žížaly a suchozemské bezobratlé a ještěrky. Někdy se krmí samostatně, jindy mohou formovat hejna, která občas následují traktory při orání půdy.
Zatímco během krmení jsou rybáci tiší, na hnízdištích vydávají hlasité důrazné kit, a to zejména pokud je nablízku narušitel jejich hnízdišť. Na takového nepřítele se mohou agresivně snášet nohama napřed.

### Hnízdění

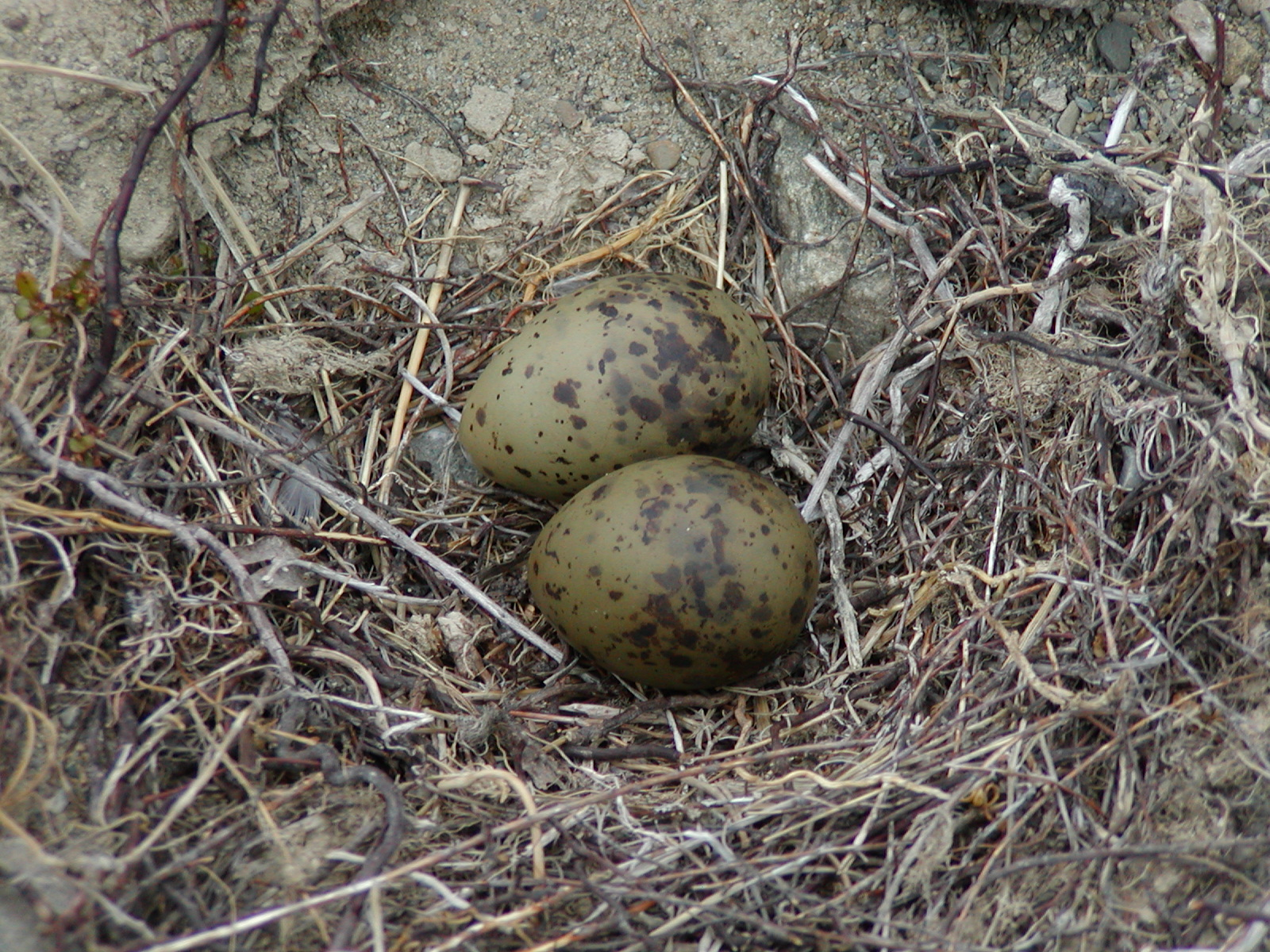
Dobře maskovaná vejce rybáků novozélandských

Hnízdí v malých koloniích do 50 párů s hnízdy poměrně daleko od sebe. Výjimečně mohou tvořit i větší kolonie až o 250 hnízdících párech. Nejčastěji hnízdí ve vnitrozemí na štěrkových nánosech divočících řek, nezřídka však zahnizďuje u moře nebo u lagun. Samice klade kolem 2 (minimálně 1 a maximálně 4) tmavě břidlicových vajec s hnědými skrvnami. Jedno vejce váží kolem 18 g, jeho rozměr se pohybuje kolem 40×29 mm. Vejce jsou kladena na zem do ledabyle sestaveného hnízda z rostlinného materiálu. Ke kladení vajec dochází od počátku října do konce listopadu, občas i v prosinci a lednu. Oba partneři inkubují po dobu kolem 25 dnů. Mláďata opouští hnízdo do 3 dnů po vyklubání, avšak stále neumí létat. Vydávají se dále od kolonie a rodiče je vykrmují bezobratlými i menšími obratlovci jako jsou menší druhy ještěrek. K prvnímu letu mláďat dochází ve věku kolem 4 týdnů, avšak rodiče je nadále krmí po další 2 týdny. K prvnímu zahnízdění dochází ve 2. roce života.

## Ohrožení
Rybák novozélandský je ohrožený druh. Jeho stavy prudce klesají následkem vlivu invazivních druhů savců (hranostajů, krys, koček nebo ježků), na rybácích však predují i ptáci jako je moták tichomořský, racek jižní, Haematopus finschi nebo flétňák australský. Prvně dva zmínění ptáci se na Novém Zélandu sice vyskytují přirozeně, avšak za jejich úspěšným hojným rozšířením stojí hlavně člověk, který změnil novozélandské prostředí způsobem, který těmto ptákům velice vyhovuje. Vedle zmíněných predátorů je další akutní hrozbou druhu zabrání řečišť, primárního hnízdního habitatu, pro výstavbu projektů jako jsou vodní elektrárny nebo pro potřeby zemědělství, a zarůstání řečišť invazivními druhy rostlin (Lupinus sp., Genisteae sp.). Hnízdiště jsou ohrožena lidmi i napřímo, a to především auty, které mohou přejet dobře maskovaná hnízda rybáků, rušivými motory lodí prohánějících se po řekách nebo psy doprovázející své majitele při vycházkách.